# Мариашши, Феликс
Фе́ликс Ма́риашши (венг. Máriássy Félix; 3 июня 1919, Маркушфальва, Венгрия — 26 января 1975, Сёнь, Венгрия) — венгерский кинорежиссёр, сценарист, монтажёр и педагог.

## Биография
По образованию художник-график. В кино начал работать с 1939 года, сначала монтажёром, а затем ассистентом режиссёра. Снял несколько документальных фильмов. В 1949 году дебютировал в большом кино («Сабо»). С 1948 года преподавал в Высшей школе театра и кино. Среди учеников: Иштван Сабо, Золтан Хусарик, Пал Габор, Янош Рожа, Ференц Коша, Жольт Кезди-Ковач, Ливия Дьярмати и другие известные кинорежиссёры. После 1970 года работал исключительно на телевидении.
Был женат на сценаристе Юдит Мариашши.

## Избранная фильмография

### Режиссёр
- 1945 — ...и захватывает власть / ...És átvették a hatalmat (к/м)
- 1948 — В соревновании будет перевыполнен трехлетний план / Munkaversennyel gyöz a 3 éves terv
- 1948 — Долина Дуная – дружба народов / Dunavölgyi népek barátsága
- 1948 — Мой маленький план / A mi kis tervünk
- 1949 — Сабо / Szabóné (в советском прокате «Анна Сабо»)
- 1949 — Революция 1919 года / Az 1919-es forradalom (к/м)
- 1950 — Замужество Каталины Киш / Kis Katalin házassága (в советском прокате «Счастье Каталины Киш»)
- 1951 — На всех парах / Teljes gözzel
- 1953 — Веселые соревнования / Vidám verseny
- 1953 — Красочные ткани / Színes szöttes (к/м)
- 1954 — Родственники / Rokonok
- 1955 — Будапештская весна / Budapesti tavasz (по роману Ф. Каринти)
- 1955 — Кружка пива / Egy pikoló világos
- 1957 — Легенда городской окраины / Külvárosi legenda
- 1958 — Контрабандисты / Csempészek
- 1959 — Бессонные годы / Álmatlan évek
- 1959 — Любовь на скамейке / Fapados szerelem
- 1960 — Долгий путь домой / Hosszú az út hazáig
- 1960 — Дорога испытаний / Próbaút
- 1961 — Фонарь подмастерья пекаря / A pékinas lámpása (ТВ)
- 1962 — Красные будни / Pirosbetűs hétköznapok (с ЧССР, в советском прокате «Воскресенье в будний день»)
- 1963 — Карамболь / Karambol
- 1964 —  / Mersuch és a azamár
- 1964 —  / Ezer év
- 1964 — Бабольна, 1964 / Bábolna, 1964
- 1964 — Я не дежурю / Nem az én ügyem
- 1965 —  / Kubikusok (к/м, ТВ)
- 1965 — Белка / Mókus (к/м, ТВ)
- 1966 — Фиговый листок / Fügefalevél
- 1967 — Если зовут... / Ha hívnak...
- 1968 — Узы / Kötelék
- 1969 — Самозванцы / Imposztorok (в советском прокате «Короли, регенты и шуты»)
- 1970 — Коч 1936-1970 / Kocs 1936-1970 (к/м, ТВ)
- 1971 — Меченосный ангел / Angyal a karddal (ТВ)
- 1971 — Поток / Áradat (ТВ)
- 1972 — Отечественные истории / Hazai történetek (ТВ)
- 1972 — Просто собака / Csak egy kutya (к/м, ТВ)

### Сценарист
- 1948 — Где-то в Европе / Valahol Európában
- 1958 — Контрабандисты / Csempészek
- 1962 — Одержимые / Megszállottak
- 1966 — Фиговый листок / Fügefalevél
- 1968 — Узы / Kötelék

### Монтажёр
- 1942 —  / A tökéletes család
- 1943 —  / Kalotaszegi Madonna
- 1944 — Жених из Африки / Afrikai völegény
- 1944 — Чёртов всадник / Ördöglovas
- 1944 —  / Ez történt Budapesten
- 1944 —  / A gazdátlan asszony
- 1948 —  / Tüz
- 1948 — Где-то в Европе / Valahol Európában
- 1948 — Пядь земли / Talpalatnyi föld
- 1949 — Ура-мадьяр / Díszmagyar

## Награды

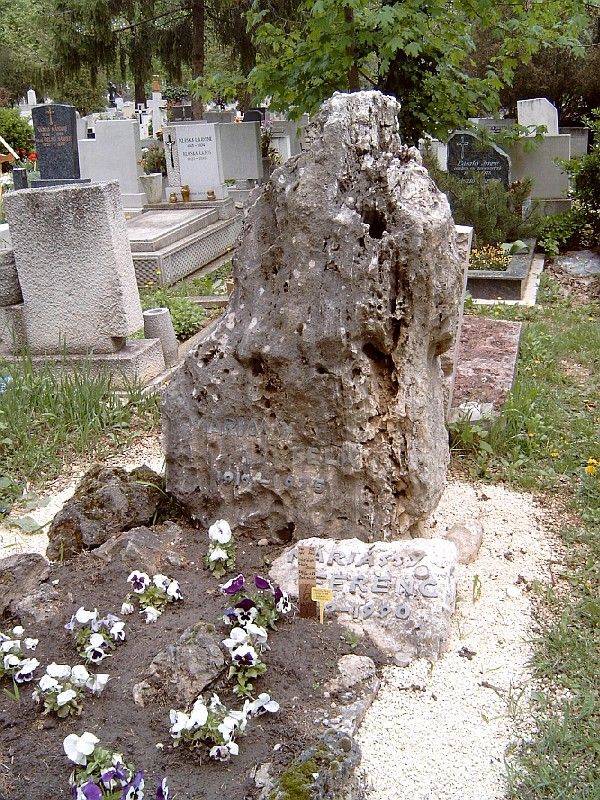
Могила Феликса и Ференца Мариашши на кладбище Фаркашрети в Будапеште

- 1956 — приз кинофестиваля в Карловых Варах («Кружка пива»)
- 1956 — Премия имени Кошута
- 1969 — Заслуженный артист ВНР